# Apiosordaria tenuilacunata
Apiosordaria tenuilacunata är en svampart som beskrevs av Guarro, A.T. Martínez & Arx 1984. Apiosordaria tenuilacunata ingår i släktet Apiosordaria och familjen Lasiosphaeriaceae.   Inga underarter finns listade i Catalogue of Life.